# برج النار
برج النار واحد من أهم أبراج مدينة صفاقس العتيقة

## موقعه
يوجد برج النار بالزاوية الجنوب شرقية من المدينة. في تواصل مع أسوارها. وهذا الموقع يخدم وظيفة الحصن إذ يجعله يفتح على كامل الواجهة البحرية إضافة للجهة الشرقية للمدينة.
يمكن بلوغه من خلال باب برج النار.

## تاريخه

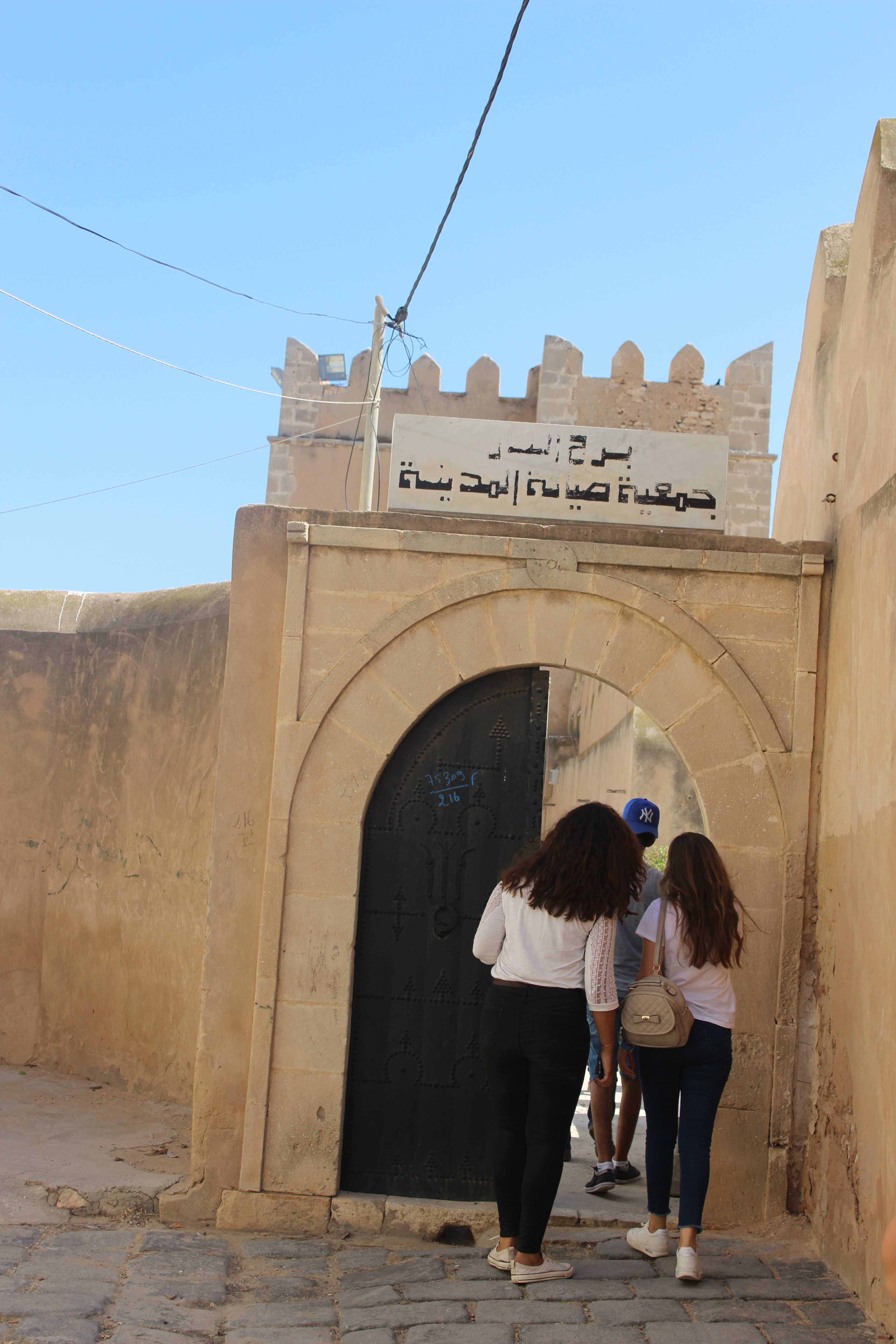
مدخل برج النار، مقر جمعية صيانة مدينة صفاقس الحالي

يرجح العديد أن يكون تشييد هذا البرج قد تزامن مع تأسيس مدينة صفاقس (مع القصبة بالتحديد). وقد كانت وظيفته الأساسية مراقبة المدينة وكامل المحيط المجاور لها، وإشعار بقية الأبراج التي تحرس الواجهة البحرية للبلاد من خلال علامات نارية. ومن هنا اشتق الحصن اسمه الذي ما زال يعرف به لوقتنا الحاضر.
خلال القرن الثامن عشر، بني برج ثان ملاصق لواجهة برج النار الجنوبية، وهو برج الربط الذي لسوء الحظ دمر كالعديد من معالم المدينة أثناء قصف الحرب العالمية الثانية.
حاليا، يحتضن برج النار مقر جمعية صيانة مدينة صفاقس كما تنظم به العديد من الفعاليات الثقافية.

## هندسته

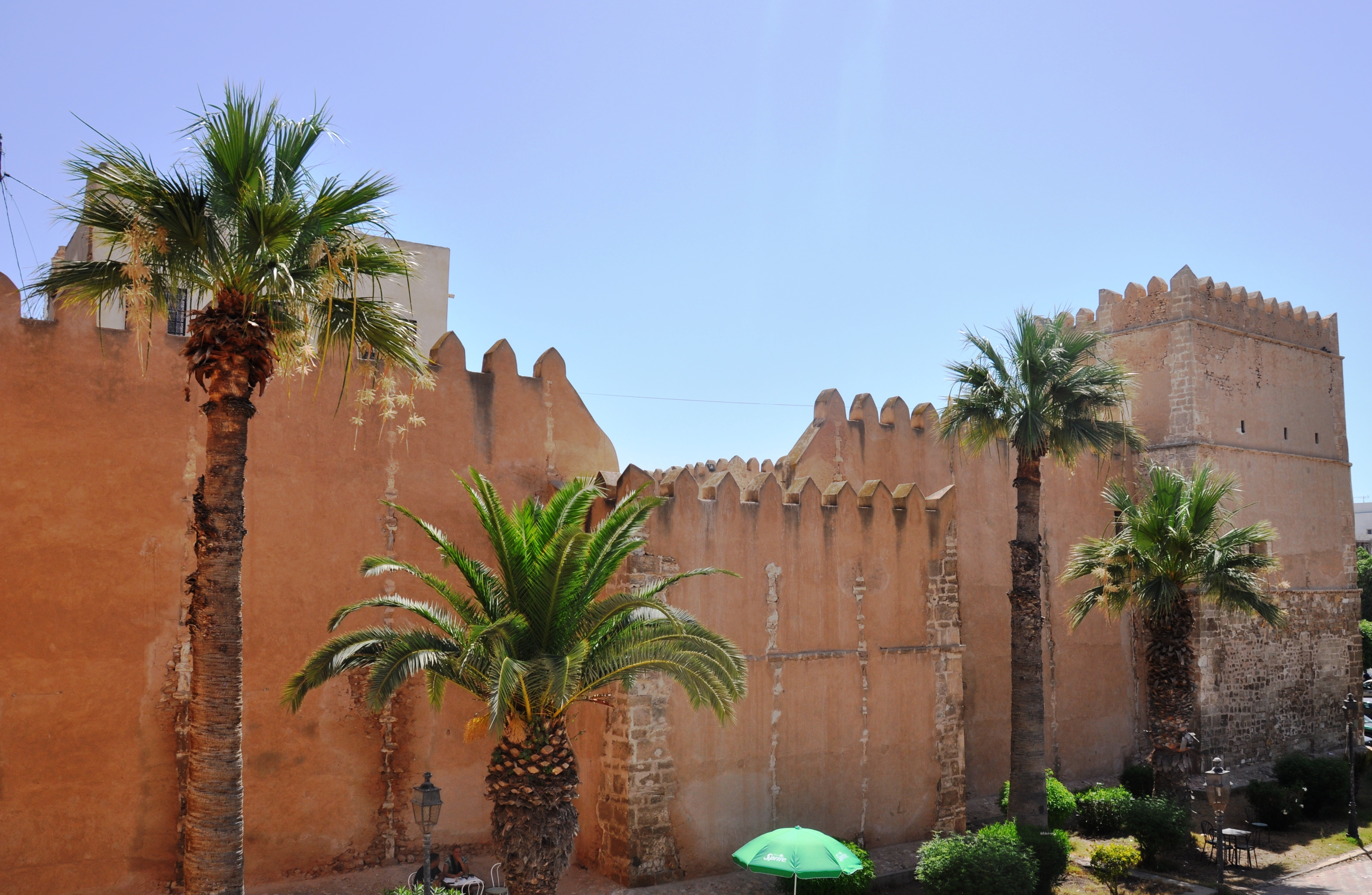
واجهة برج النار

يتكون برج النار من ساحة تقدر مساحتها ب600 متر مربع تحيط بها من الجهات الأربع أبراج أربعة. البرجان الجنوبيان أكبر حجما من مثيلاتها الشمالية حيث يبلغ ارتفاعها 15 مترا.
لسوء الحظ، تضرر المعلم بصفة كبيرة، الأمر الذي تسبب في فقدانه العديد من خصائصه الهندسية الأصلية. فمثلا، البرج الشرقي يمثل الآن مجرد غرفة مستطيلة لا شيء مميز بها. كما أنه من الغريب أن حصنا مثله، وظيفته الدفاع عن المدينة لا يوجد أي فتحة بواجهته.

## معرض صور

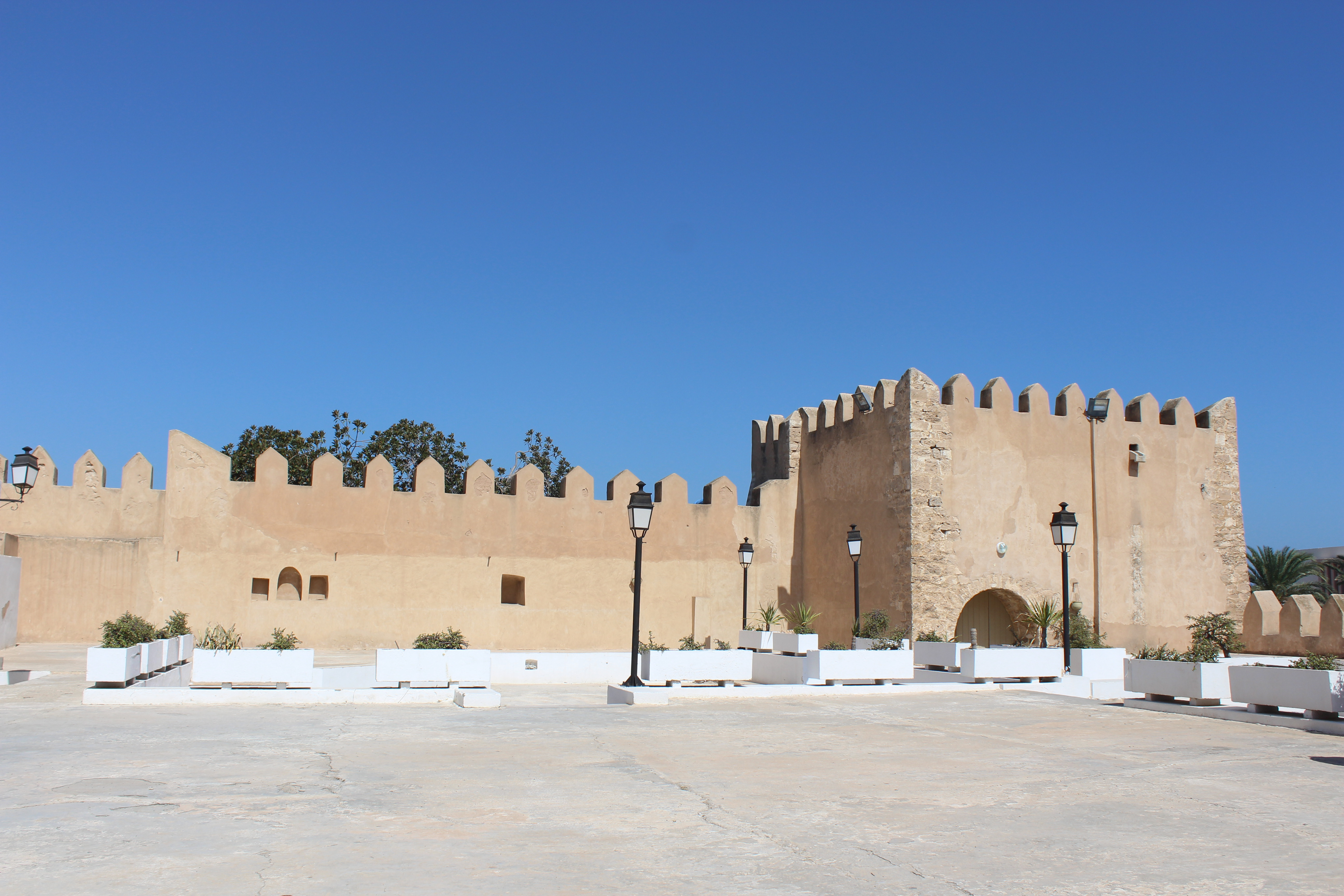
ساحة برج النار
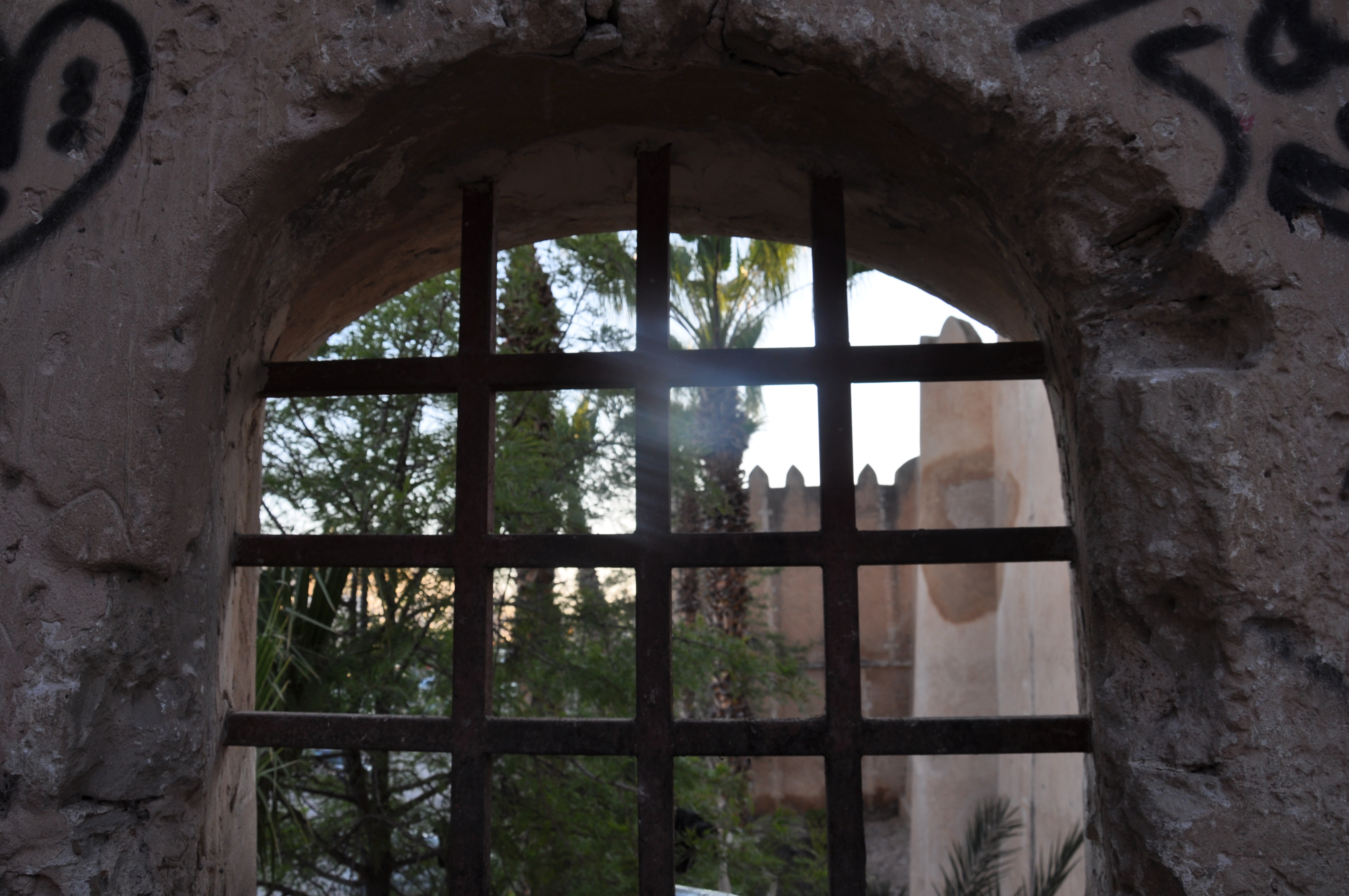
فتحة مراقبة
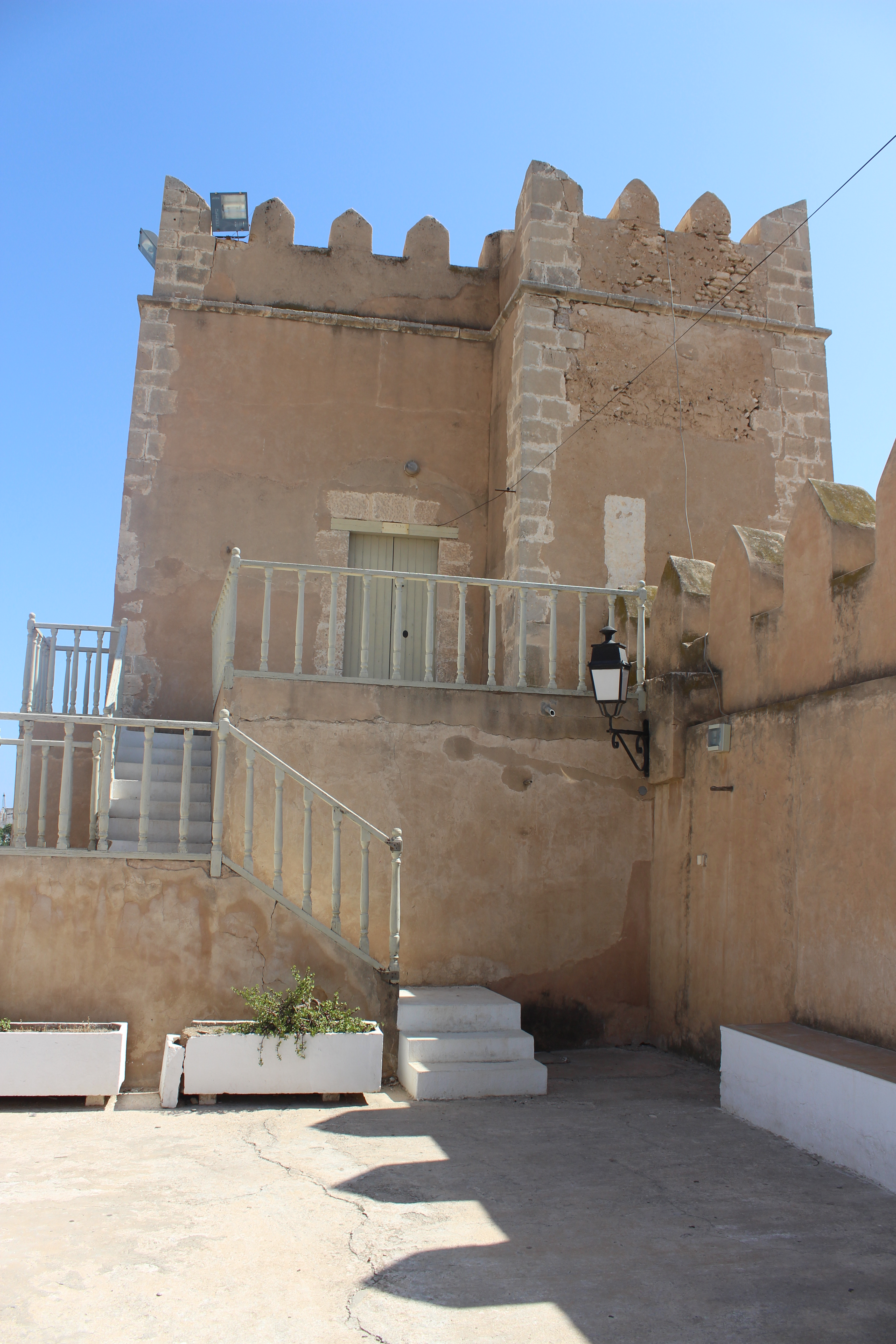
البرج الشرقي
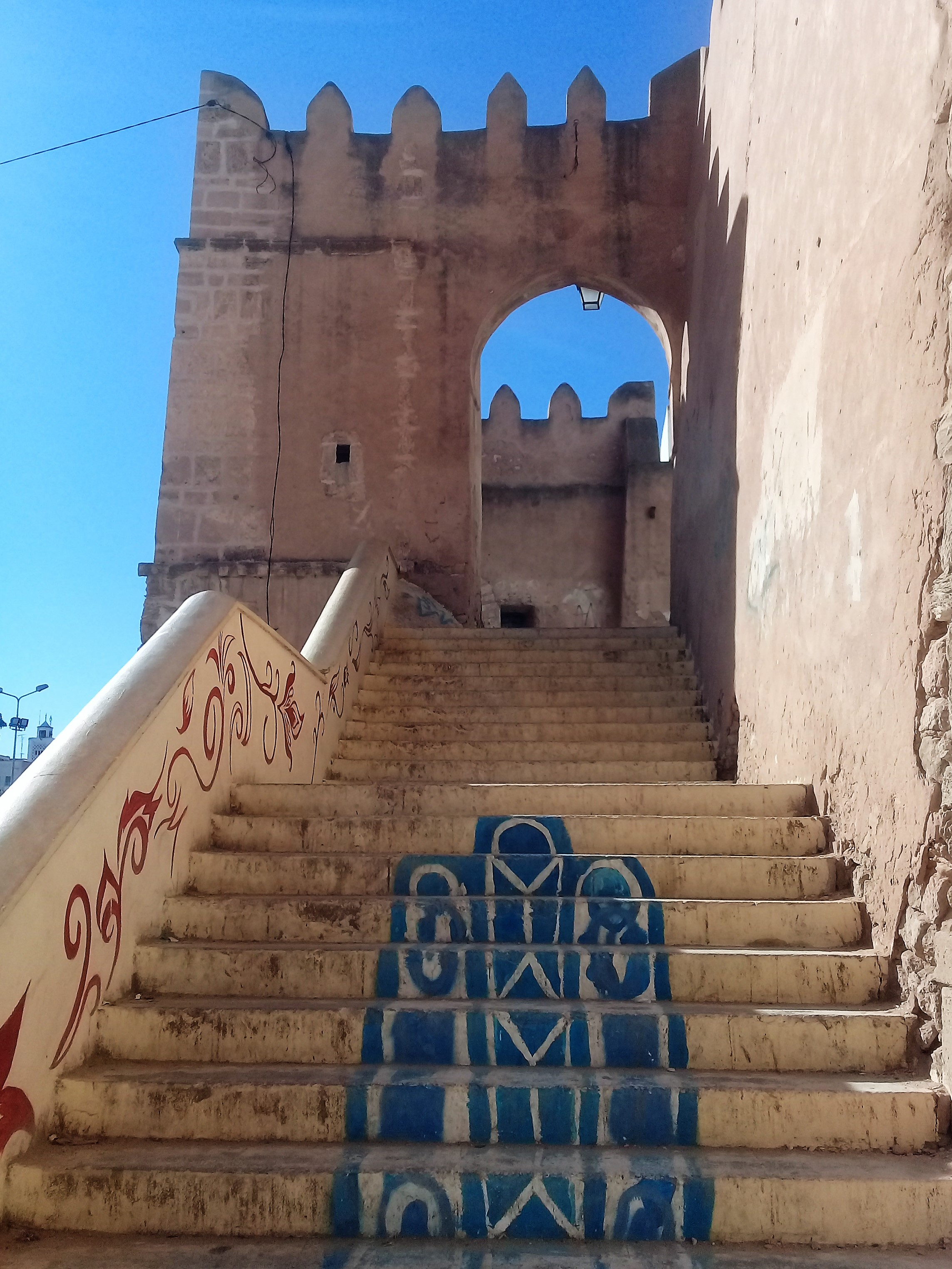
باب برج النار